# Kasperi Kapanen
Kasperi Kapanen (ur. 23 lipca 1996 w Kuopio) – fiński hokeista, reprezentant Finlandii.
Hokeistami zostali także jego dziadek Hannu (ur. 1951), dalszy dziadek Jari (ur. 1954), ojciec Sami (ur. 1973) i wujek Kimmo (ur. 1974).

## Kariera klubowa
- KalPa U16 (2010-2012)
- KalPa U18 (2011-2014)
- KalPa U20 (2012-2013)
- KalPa (2012-2015)
- Wilkes-Barre/Scranton Penguins (2015)
- Toronto Maple Leafs (2015-)

Wychowanek klubu Kalevan Pallo w rodzinnym mieście. Przeszedł kolejne szczeble w juniorskich zespołach klubu. Od sezonu SM-liiga (2012/2013) w wieku 16 lat rozpoczął występy w seniorskiej lidze fińskiej (w drużynie do marca 2014 występował jego ojciec Sami Kapanen, z którym po raz pierwszy zagrał w jednym meczu 11 stycznia 2013). W kwietniu 2013 przedłużył kontrakt z KalPa o trzy lata. 26 maja 2013 w KHL Junior Draft z 2013 do rosyjskich rozgrywek KHL został wybrany przez kazachski klub Barys Astana z numerem 25 w rundzie pierwszej. 28 czerwca 2014 w drafcie NHL z 2014 został wybrany przez Pittsburgh Penguins z numerem 22 w rundzie pierwszej (wcześniej, w rankingu skautów został najwyżej sklasyfikowany w rankingu zawodników z lig europejskich). Wkrótce, w lipcu 2013 podpisał trzyletni kontrakt wstępny z klubem Pittsburgh Penguins. Jako, formalnie zawodnik tego klubu, w październiku 2014 został wypożyczony do KalPa na sezon 2014/2015. Od kwietnia 2015 zawodnik Wilkes-Barre/Scranton Penguins, zespołu farmerskiego Pittsburgh Penguins. Od lipca 2015 zawodnik Toronto Maple Leafs.

## Kariera reprezentacyjna
Został reprezentantem Finlandii. Występował w turniejach: hokeja na lodzie zimowych igrzysk olimpijskich młodzieży w ekipie Finlandii, mistrzostw świata do lat 17 w 2013, mistrzostw świata do lat 18 edycji 2013, 2014, mistrzostw świata do lat 20 edycji 2015, 2016, gdzie 5 stycznia 2016 zdobył zwycięskiego gola w dogrywce meczu finałowego.
W kadrze seniorskiej Finlandii uczestniczył w turnieju mistrzostw świata edycji 2018.

## Sukcesy
Reprezentacyjne
- Złoty medal zimowych igrzysk olimpijskich młodzieży: 2012[15][16]
- Brązowy medal mistrzostw świata juniorów do lat 18: 2013[19]

Indywidualne
- Jr. B SM-sarja 2011/2012:
  - Nagroda Heino Pulli – najlepszy debiutant sezonu
- Jr. A SM-liiga 2012/2013:
  - Najlepszy debiutant miesiąca – grudzień 2012
- Mistrzostwa świata do lat 18 w hokeju na lodzie mężczyzn 2013/Elita:
  - Drugie miejsce w klasyfikacji kanadyjskiej turnieju: 5 goli[20]
  - Szóste miejsce w klasyfikacji kanadyjskiej turnieju: 8 punktów[21]